# Salpalinjen
Salpalinjen eller som den officielt hed Suomen Salpa – Finlands lukke – er en forsvarslinje bestående af bunkers, som blev bygget i tiden mellem Vinterkrigen og Fortsættelseskrigen under 2. Verdenskrig for at forsvare Finland mod en mulig sovjetisk invasion. Linjen strækker sig 1.200 km fra den Finske Bugt til Petsamo i det nordlige Finland – nu Pechengsky, Rusland). Linjen blev aldrig afprøvet i kamp, fordi Vyborg–Petrozavodsk Offensiven i 1944 blev stoppet ved VKT-linjen på det Karelske næs. Befæstningerne på Salpalinjen var meget stærkere end Mannerheimlinjen.

## Bygning
Bygningen af Salpalinjen blev indledt i slutningen af Vinterkrigen i 1940. I begyndelsen var det frivillige, som arbejdede på linjen, derpå blev mænd som ikke var krigsduelige mobiliseret. På højdepunktet af byggeriet, i foråret 1941, arbejdede der næsten 35.000 mand på projektet. Efter udbruddet af Fortsættelseskrigen den 25. juni 1941, som blev erklæret efter et større sovjetisk luftangreb på mål i Finland, blev byggeriet stoppet. Blokhuse og bunkers blev tømt for kanoner, som blev sendt til fronten. Da krigslykken vendte, og fronten begyndte at nærme sig grænsen fra før krigen i 1944, blev arbejdet på Salpalinjen genoptaget og fortsatte indtil afslutningen på Fortsættelseskrigen den 4. september 1944.

## Linjens sammensætning og terræn
Salvalinjen bestod af 728 forskellige betoninstallationer, 315 km pigtrådsspærringer, 225 km antitank-forhindringer, 130 km antitank-grave, over 3.000 skyttegravsanlæg, 254 betontilflugtsrum, skyttegrave, skydestillinger og udgravninger. Der var endda gamle 9 og 11 tommer kystmorterer fra slutningen af det 19. århundrede. Adskillige søer, moser og små klippepartier blev indbygget i forsvarslinjen. F.eks. er området omkring Saimaa-søen en labyrint af søer af varierende størrelse, øer, stræder og floder, der gør området let at forsvare. 90% af alle betonbefæstningerne lå på linjen mellem den Finske Bugt og Saimaa-søen. Denne del blev også kaldt "Luumäki-Suomenlahti-linja" (Luumäki-Finske Bugt linjen).
- Maskingevær i bunker
- Kampvognsforhindringer i Miehikkälä
- Kampvognsforhindringer i landsbyen Aholanvaara ved Salla
- Kampvognsforhindringer i landsbyen Aholanvaara ved Salla

## Effekt i krigen
Befæstningerne blev aldrig anvendt i kamp, da den Røde Hær ved slutningen af Fortsættelseskrigen var blevet stoppet et godt stykke, før de forreste enheder havde nået Salpalinjen (se Slaget ved Tali-Ihantala). Linjen blev delvis bemandet med gamle reservister i sommeren 1944. At linjen fandtes var en fordel for finnerne i de efterfølgende fredsforhandlinger. 

## I vore dage
Resterne af den nedlagte linje er i øjeblikket ved at blive renoveret og fungerer som en turistattraktion.

## Eksterne links
- Salpalinje museum
- Salpalinjen ved den nordlige fæstning
- Salpa Center